# Arménská Čtvrť (Jeruzalém)

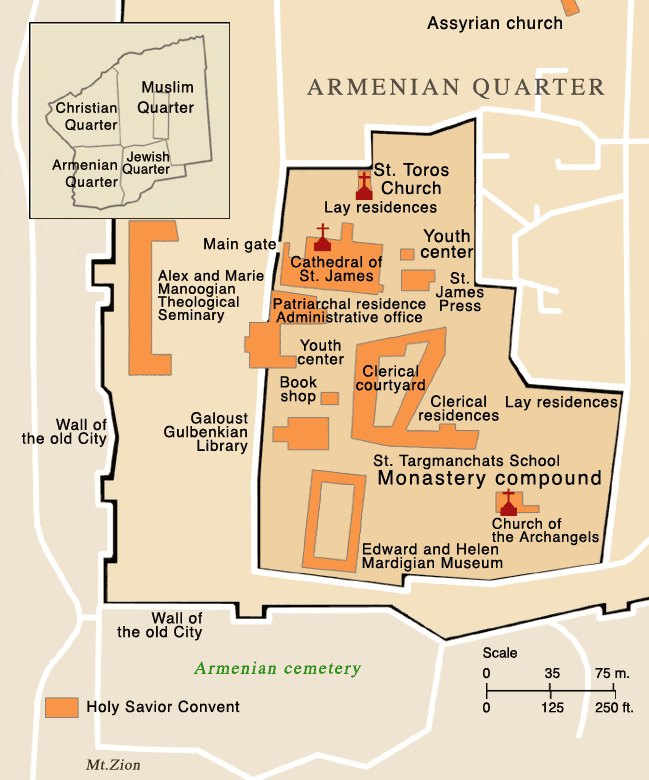
Arménská Čtvrť v Jeruzalémě

Arménská Čtvrť (hebrejsky הרובע הארמני‎, arabsky حارة الأرمن‎) je jednou ze čtyř čtvrtí ve Starém Městě v Jeruzalémě. Jedná se o nejmenší ze všech čtyř čtvrtí, která má zároveň nejmenší počet obyvatel. V roce 2001 žilo v Jeruzalémě zhruba 2500 Arménů, z nichž většina kolem patriarchátu Svatojakubského kláštera, který zabírá většinu Arménské Čtvrti.
Přestože jsou Arméni taktéž křesťané, existuje ve Starém Městě samostatná Křesťanská Čtvrť.